# Anguraté
Anguraté (von anhuaraté) ist ein Tee, der aus den Pflanzen einer Art der Gattung Mentzelia aus Peru hergestellt wird. In Betracht kommen Unterarten von Mentzelia scabra, hauptsächlich Mentzelia scabra subsp. chilensis und auch von Mentzelia scabra subsp. grandiflora (Syn.: Mentzelia cordifolia ) oder Mentzelia scabra subsp. scabra sowie von Mentzelia angurate.

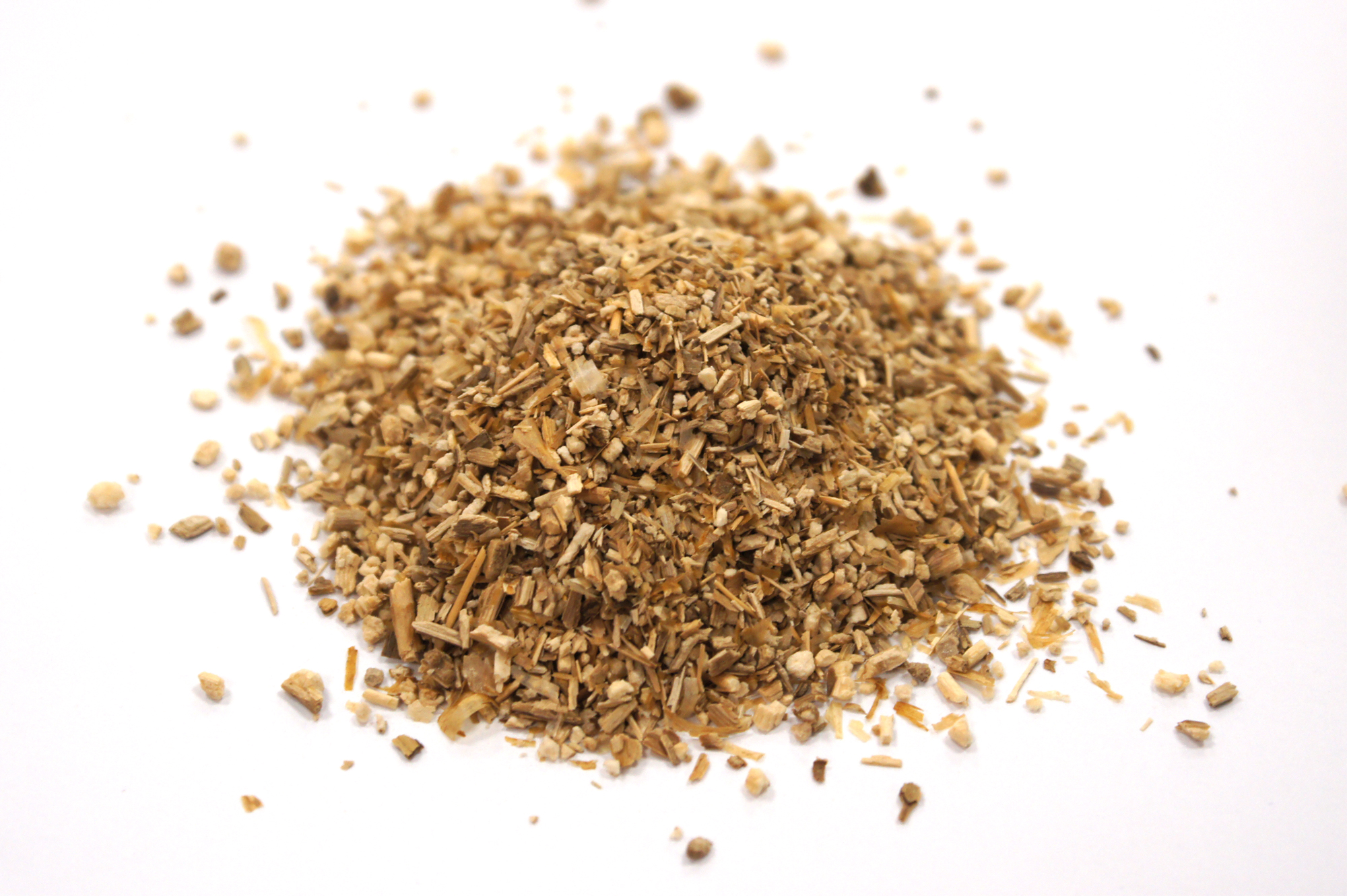
Traditioneller aus Zweigspitzen und Stängeln geschnittener Anguratè-Magentee

## Geschichte
Der Anguraté-Tee wird in Peru seit Jahrhunderten als Volksmedizin bei Magen-Darm-Störungen, bei Husten, Steinleiden und Lebererkrankungen genutzt. Verwendet werden Stängel, Zweigspitzen und Wurzeln. 1895 wurde die Pflanze herbarisiert. Aufgrund der eng begrenzten regionalen Verbreitung und der geringen Erntemengen blieb die Pflanze jedoch lange unentdeckt. Da sich die Pflanze nur schlecht kultivieren lässt, stammen Ernten vor allem aus Wildwuchs. In den 1950er Jahren wurde die Pflanze dann entdeckt, vom Instituto sanitas in Lima untersucht und auch in Deutschland als Heiltee angeboten.

## Inhaltsstoffe
Anguraté hat entzündungshemmende, krampflösende, schleimhautschützende aber ebenso magensaftaktivierende und verdauungsfördernde Eigenschaften. Dafür sind vermutlich verschiedene Flavonverbindungen, Cumarine, Bitter- und Schleimstoffe, β-Sitosterol und ätherische Öle verantwortlich.

## Anwendung
Der Tee ist in Deutschland als loser Tee und im Teebeutel erhältlich sowie in Kapselform. Untersuchungen haben ergeben, dass sich eine rasche Besserung bei den verschiedenen Formen von Magen-Darm-Erkrankungen einstellt. Eine Abheilung von Magengeschwüren konnte röntgenologisch nicht nachgewiesen werden, allerdings deuten Studien darauf hin, dass es eine Schutzwirkung gegen die Bildung von Magengeschwüren gibt.
Anguraté wird angewandt bei leichten Magen-Darm-Störungen wie Völlegefühl, Verdauungsbeschwerden, Blähungen, gelegentlichem Sodbrennen und bei verdorbenem Magen. Bis heute gilt eine medizinische Wirkung allerdings nicht als belegt.